# Gare de Hirono (Hyōgo)
La gare de Hirono (広野駅, Hirono-eki) est une gare ferroviaire située dans la ville de Sanda, dans la préfecture de Hyōgo au Japon. La gare est exploitée par la compagnie JR West, sur la ligne Fukuchiyama/Ligne JR Takarazuka. L’utilisation de la carte ICOCA est valable dans cette gare.

## Disposition des quais
La gare de Hirono est une gare disposant de deux quais et de trois voies.

| N° de voie | Ligne           | Direction                 |
| ---------- | --------------- | ------------------------- |
| 1・2       | ▆ JR Takarazuka | Sanda/Takarazuka          |
| 3          | ▆ JR Takarazuka | Sasayamaguchi/Fukuchiyama |

## Gares/Stations adjacentes
| JR West               |                                         |                                         |                                         |                     |
| Direction Fukuchiyama | Ligne Fukuchiyama (Ligne JR Takarazuka) | Ligne Fukuchiyama (Ligne JR Takarazuka) | Ligne Fukuchiyama (Ligne JR Takarazuka) | Direction Amagasaki |
| Aino                  |                                         | Tambaji Rapid Service 丹波路快速        |                                         | Shin-Sanda          |
| Aino                  |                                         | Rapid Service 快速                      |                                         | Shin-Sanda          |
| Aino                  |                                         | Local 普通                              |                                         | Shin-Sanda          |